# Kinoteatr Polonez

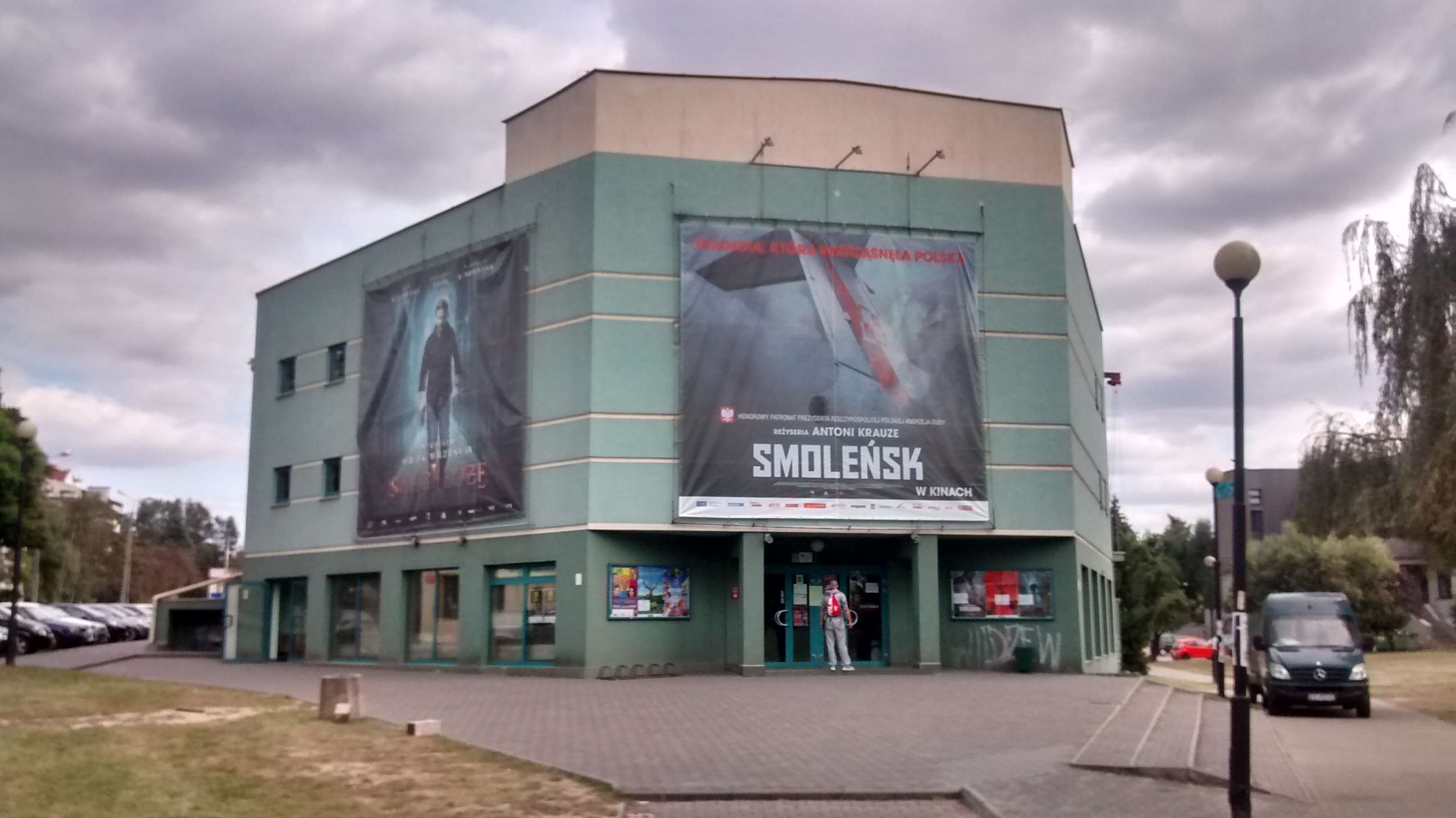
Kinoteatr Polonez

Kinoteatr Polonez – kinoteatr, mieszczący się w Skierniewicach przy ul. Wita Stwosza 2/4 w województwie łódzkim. Pierwszy seans filmowy odbył się w rocznicę wyzwolenia Skierniewic, 17 stycznia 1978 roku (film „Żołnierze wolności” prod. radzieckiej). W roku 2023 r. kinoteatr Polonez jest prowadzony przez Centrum Kultury i Sztuki w Skierniewicach.
W ramach działalności kinoteatru są przedstawiane filmy i spektakle teatralne polskich i zagranicznych twórców teatru i kina.
Kinoteatr posiada dwie sale widowiskowe: sala pierwsza z 332 miejscami, sala druga ze 144 miejscami. Sale są wyposażone w ekrany perełkowe nagłaśniane w systemie Dolby Digital. Obie sale są klimatyzowane.
Kinoteatr Polonez od lipca 2010 r. wyświetla filmy w technice 3D, dzięki współfinansowaniu Polskiego Instytutu Sztuki Filmowej.
W kinoteatrze Polonez występowali m.in.: Czesław Niemen, Marek Grechuta, Maryla Rodowicz, zespoły Kombi, Dżem, Nocna Zmiana Bluesa, Stare Dobre Małżeństwo.